# Plant Foods for Human Nutrition
Plant Foods for Human Nutrition, abgekürzt Plant Food Hum. Nutr.,  ist eine wissenschaftliche Fachzeitschrift, die vom Springer-Verlag veröffentlicht wird. Die erste Ausgabe erschien im Jahr 1952 unter dem Namen Materiae Vegetabiles, der im Jahr 1958 auf Qualitas Plantarum et Materiae Vegetabiles erweitert wurde. Im Jahr 1973 wurde der Name auf Qualitas Plantarum gekürzt und seit 1980 erscheint die Zeitschrift unter dem Namen Plant Foods for Human Nutrition. Derzeit erscheint sie mit vier Ausgaben im Jahr. Es werden Artikel veröffentlicht, die sich mit der Evaluierung und Verbesserung von Pflanzen für die Lebensmittelgewinnung beschäftigen.
Der Impact Factor lag im Jahr 2014 bei 1,976. Nach der Statistik des ISI Web of Knowledge wird das Journal mit diesem Impact Factor in der Kategorie angewandte Chemie an 21. Stelle von 70 Zeitschriften, in der Kategorie Lebensmittelwissenschaft & -technologie an 35. Stelle von 123 Zeitschriften, in der Kategorie Ernährung & Diätetik an 50. Stelle von 77 Zeitschriften und in der Kategorie Botanik an 64. Stelle von 200 Zeitschriften geführt.